# Орлов Даль Костянтинович
Даль Костянтинович Орлов (рос. Даль Константинович Орлов; 10 лютого 1935 — 24 лютого 2021) — радянський, російський кінознавець, сценарист, публіцист. Заслужений діяч мистецтв РРФСР (1984).

## Біографічні відомості
Народився 10 лютого 1935 в селі Роздольне, Приморський край. Закінчив філологічний факультет Московського державного університету ім. М. Ломоносова (1957). Працював у газеті «Труд», заступником головного редактора журналу «Искусство кино». З 1978 по 1986 рік обіймав посаду головного редактора журналу «Советский экран».
Автор п'єс («Зелені братці», «Чарівний пароль», «Бережися! Двійка», «Створення грому», «Ясна Поляна» тощо), книг, робіт на теми театру і літератури, про вітчизняний та зарубіжний кінематограф.
Кілька років був ведучим популярної телепрограми «Кінопанорама».
Автор сценарію ряду науково-популярних та кінофільмів («Швидше власної тіні» (1980), «Лідер» (1984), «Репортаж з безодні» (1984), «Капабланка» тощо; співавтор сценарію фільму «Важко бути Богом» (1989, реж. Петер Фляйшман), знятого на кіностудії ім. О. Довженка (спільне виробництво СРСР—ФРН—Франція—Швейцарія).
Член Спілки кінематографістів Росії, Спілки письменників СРСР, Спілки журналістів Росії та Російського театрального товариства.